# Kienékuy
Kienékuy est une commune rurale située dans le département de Djibasso de la province de la Kossi dans la région de la Boucle du Mouhounau Burkina Faso.

## Géographie
Les coordonnées géographiques sont 13°02'11.0"N 4°11'07.9"W.

## Santé et éducation
La commune accueille un centre de santé et de promotion sociale (CSPS).